# Nikaragua na Mistrzostwach Świata w Lekkoatletyce 2011
Nikaragua na Mistrzostwach Świata w Lekkoatletyce 2011 była reprezentowana przez 2 zawodników – 1 kobietę i 1 mężczyznę.

## Wyniki reprezentantów Nikaragui

### Mężczyźni

#### Konkurencje biegowe
| Konkurencja   | Zawodnik               | Runda 1  | Runda 1 | Runda 2  | Runda 2 | Półfinał | Półfinał | Finał    | Finał   |
| Konkurencja   | Zawodnik               | Rezultat | Pozycja | Rezultat | Pozycja | Rezultat | Pozycja  | Rezultat | Pozycja |
| ------------- | ---------------------- | -------- | ------- | -------- | ------- | -------- | -------- | -------- | ------- |
| Bieg na 800 m | Edgar Alejandro Cortez |          |         | 1.49,10  | 35      | NQ       | NQ       | NQ       | NQ      |

### Kobiety

#### Konkurencje biegowe
| Konkurencja                | Zawodniczka      | Runda 1  | Runda 1 | Runda 2  | Runda 2 | Półfinał | Półfinał | Finał    | Finał   |
| Konkurencja                | Zawodniczka      | Rezultat | Pozycja | Rezultat | Pozycja | Rezultat | Pozycja  | Rezultat | Pozycja |
| -------------------------- | ---------------- | -------- | ------- | -------- | ------- | -------- | -------- | -------- | ------- |
| Bieg na 400 m przez płotki | Jessica Aguilera |          |         | 1.02,78  | 37      | NQ       | NQ       | NQ       | NQ      |